# Roning under sommer-OL 2008 - Toer kvinder
Konkurrencen i toer u. styrmand for kvinder er en af disciplinerne ved roning under Sommer-OL 2008 og bliver afholdt fra 9. til 16. august på Shunyi olympiske ro- og kajakstadion.
| Dato                     | Tid         | Tid         | Runde            |
| Dato                     | Lokal       | Dansk       | Runde            |
| ------------------------ | ----------- | ----------- | ---------------- |
| Lørdag, 9. august 2008   | 15:50-16:10 | 09:50-10:10 | Indledende heats |
| Mandag, 11. august 2008  | 17:20-17:40 | 11:20-11:40 | Opsamlingsheats  |
| Torsdag, 14. august 2008 | 17:10-17:20 | 11:10-11:20 | Finale B         |
| Lørdag, 16. august 2008  | 16:10-16:20 | 10:10-10:20 | Finale A         |

## Indledende heats
Kvalifikationsregler:
- 1 går videre til finale A (FA)
- 2+ går videre til opsamlingsheats (O)

### 1. heat
| Plac. | Roere                          | Land         | Tid            | Noter |
| ----- | ------------------------------ | ------------ | -------------- | ----- |
| 1     | Yuliya Bichyk, Natallia Helakh | Hviderusland | 7:24.47        | FA    |
| 2     | Juliette Haigh, Nicola Coles   | New Zealand  | 7:31.45        | O1    |
| 3     | Wu You, Gao Yulan              | Kina         | 7:32.50        | O2    |
| 4     | Kim Crow, Sara Cook            | Australien   | 7:44.04        | O1    |
| 5     | Zoe Hoskins, Sabrina Kolker    | Canada       | Båd under vægt | O2    |

### 2. heat
| Plac. | Roere                                  | Land           | Tid     | Noter |
| ----- | -------------------------------------- | -------------- | ------- | ----- |
| 1     | Georgeta Andrunache, Viorica Susanu    | Rumænien       | 7:22.69 | FA    |
| 2     | Lenka Wech, Maren Derlien              | Tyskland       | 7:28.66 | O2    |
| 3     | Louisa Reeve, Olivia Whitlam           | Storbritannien | 7:29.88 | O1    |
| 4     | Portia McGee, Anne Cummins             | USA            | 7:29.95 | O2    |
| 5     | Inene Pascal-Pretre, Stephanie Dechand | Frankrig       | 7:42.92 | O1    |

## Opsamlingsheats
Kvalifikationsregler:
- 1-2 går videre til finale A (FA)
- 3+ går videre til finale B (FB)

### 1. opsamlingsheat
| Plac. | Roere                                  | Land           | Tid     | Noter |
| ----- | -------------------------------------- | -------------- | ------- | ----- |
| 1     | Juliette Haigh, Nicola Coles           | New Zealand    | 7:32.64 | FA    |
| 2     | Louisa Reeve, Olivia Whitlam           | Storbritannien | 7:34.54 | FA    |
| 3     | Kim Crow, Sara Cook                    | Australien     | 7:38.48 | FB    |
| 4     | Inene Pascal-Pretre, Stephanie Dechand | Frankrig       | 7:41.87 | FB    |

### 2. opsamlingsheat
| Plac. | Roere                       | Land     | Tid     | Noter |
| ----- | --------------------------- | -------- | ------- | ----- |
| 1     | Wu You, Gao Yulan           | Kina     | 7:23.71 | FA    |
| 2     | Lenka Wech, Maren Derlien   | Tyskland | 7:27.02 | FA    |
| 3     | Portia McGee, Anne Cummins  | USA      | 7:32.26 | FB    |
| 4     | Zoe Hoskins, Sabrina Kolker | Canada   | 7:40.22 | FB    |

## Finaler

### Finale B
| Plac. | Roere                                  | Land       | Tid     | Noter |
| ----- | -------------------------------------- | ---------- | ------- | ----- |
| 1     | Portia McGee, Anne Cummins             | USA        | 7:33.17 |       |
| 2     | Inene Pascal-Pretre, Stephanie Dechand | Frankrig   | 7:36.25 |       |
| 3     | Zoe Hoskins, Sabrina Kolker            | Canada     | 7:37.27 |       |
| 4     | Kim Crow, Sara Cook                    | Australien | 7:40.93 |       |

### Finale A
| Plac. | Roere                               | Land           | Tid     | Noter |
| ----- | ----------------------------------- | -------------- | ------- | ----- |
|       | Georgeta Andrunache, Viorica Susanu | Rumænien       | 7:20.60 |       |
|       | Wu You, Gao Yulan                   | Kina           | 7:22.28 |       |
|       | Yuliya Bichyk, Natallia Helakh      | Hviderusland   | 7:22.91 |       |
| 4     | Lenka Wech, Maren Derlien           | Tyskland       | 7:25.73 |       |
| 5     | Juliette Haigh, Nicola Coles        | New Zealand    | 7:28.80 |       |
| 6     | Louisa Reeve, Olivia Whitlam        | Storbritannien | 7:33.61 |       |